# 보리스 크리스토프

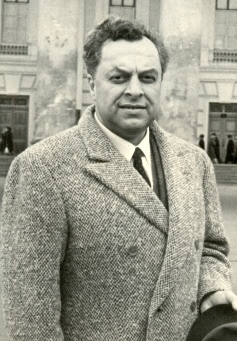

보리스 크리스토프(Борис Кирилов Христов, Boris Christoff, 1914년 5월 18일 ~ 1993년 6월 28일)는 불가리아의 소피아 태생인, 20세기 최대 베이스 가수 가운데 한 명이다.
로마에서 스트라치아리에게 사사. 1946년에 로마에서 <보엠>의 코리네 역을 불러 데뷔하였고, 다음 해 라 스칼라극장에 등장하였다. 그의 뛰어난 해석과 극적 박진성은 특히 <보리스 고두노프>에서 볼 수 있으며 '노래하는 배우'로 높이 평가되었다.